# Didymoglossum krausii
Espèce
Didymoglossum kraussii est une espèce de fougères de la famille des Hyménophyllacées. 
Synonymes : Trichomanes krausii Hook. & Grev., Hemiphlebium krausii (Hook. & Grev.) Prantl.
Cette espèce a été dédiée au docteur Kraus, collecteur à la Dominique, par Hooker et Greville en 1829, d'où l'épithète spécifique de krausii avec un seul « s ». 
Une variété est reconnue :
- Didymoglossum krausii var. subpinnatifida W.Schaffn..

Une autre variété devrait logiquement être aussi répertoriée :
- Didymoglossum krausii var. crispatum (sur la base de Trichomanes krausii var. crispatum Sodiro)[1]

## Description
Didymoglossum krausii est classé dans le sous-genre Didymoglossum.
Cette espèce a les caractéristiques suivantes :
- un long rhizome traçant, densément couvert de poils bruns à noirâtres et sans racines
- une fronde formée d'un limbe découpé une ou deux fois, assez irrégulièrement lobé, d'environ 4 cm de long sur 1,5 cm de large
- des fausses nervures parallèles aux vraies nervures mais sans de fausses nervures submarginales (caractéristique du sous-genre)
- quelques groupes de poils sombres ou noirs en bordure du limbe
- une nervuration catadrome.
- des sores solitaires aux extrémités des lobes du limbe
- une indusie tubulaire, aux lèvres dont les cellules sont distinctes des tissus du limbe, et dont la bordure est souvent foncée à noire.

Cette espèce est tétraploïde : elle compte 2 fois 34 paires de chromosomes soit 136 chromosomes.

## Distribution
Cette espèce, terrestre ou épiphyte, est présente en Amérique tropicale et aux Caraïbes, en particulier en Guadeloupe.